# Els Quatre Gats

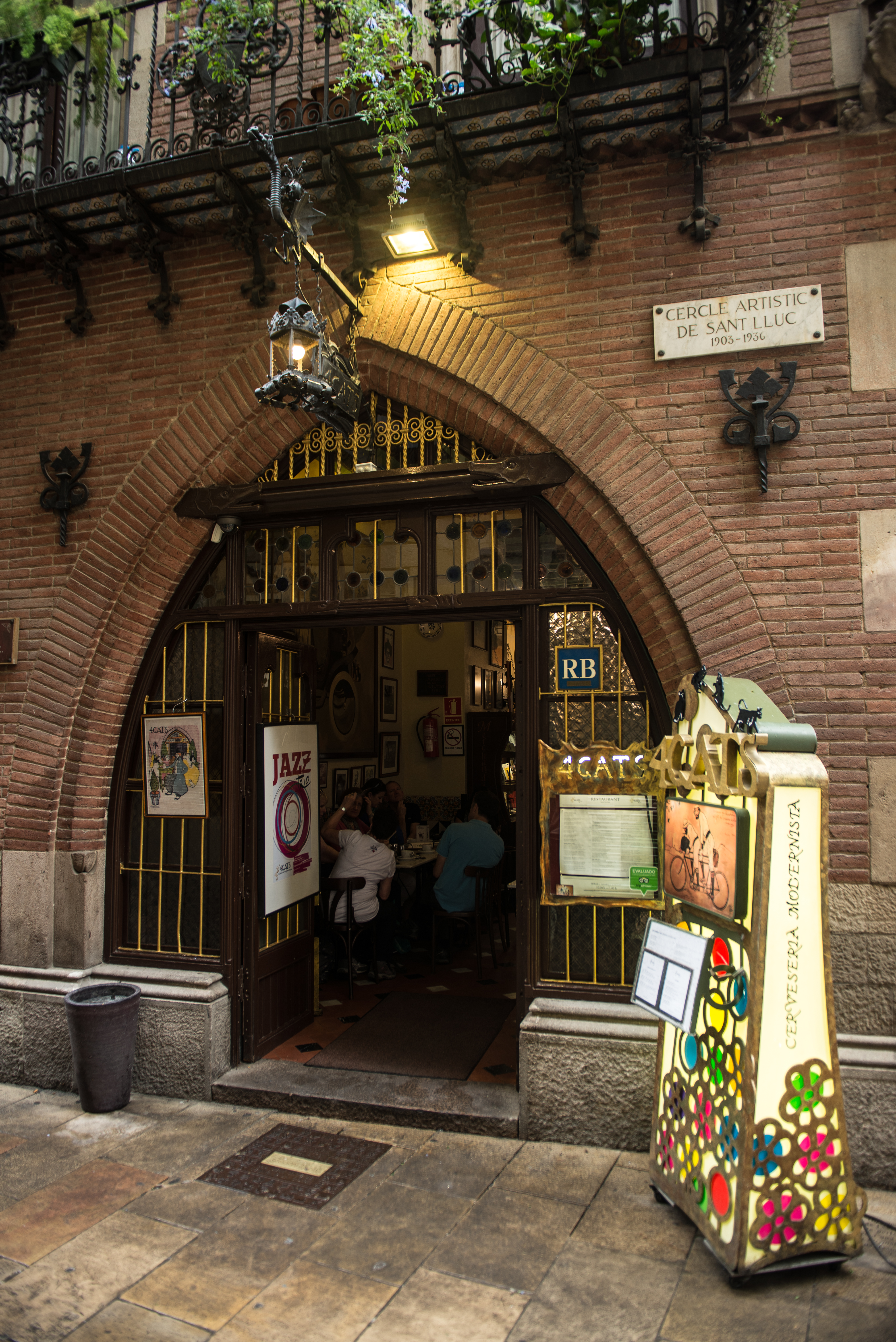
Wejście do kawiarni Els Quatre Gats

Els Quatre Gats (pol. Cztery Koty) – kawiarnia w Barri Gòtic, w dzielnicy Ciutat Vella w Barcelonie, istniejąca w latach 1897–1903, a następnie od roku 1978. Znana jako jedno z nieformalnych centrów katalońskiego modernizmu.
Głównym inicjatorem powstania Els Quatre Gats był Ramon Casas i Carbó, pragnący stworzyć lokal-kolebkę artystów na wzór paryskiego Le Chat Noir i innych kabaretów na wzgórzu Montmartre. Oficjalnie otwarcie lokalu, położonego w modernistycznym Casa Martí, zaprojektowanym przez Josepa Puig i Cadafalcha, miało miejsce 12 czerwca 1897. Els Quatre Gats było równocześnie kawiarnią, kabaretem, restauracją i tanim schroniskiem. Jego nazwa była zainspirowana katalońskim wyrażeniem idiomatycznym – „cztery koty” oznaczają „kilka mało ważnych osób”.
Do stałych gości lokalu należeli artyści katalońscy: Santiago Rusiñol, Pablo Picasso, Miquel Utrillo, Antoni Gaudi czy Julio González. W Els Quatre Gats prowadzone były dyskusje na temat kultury i sztuki, wystawy dzieł jego gości, spotkania literackie i muzyczne (m.in. koncerty fortepianowe Izaaka Albeniza i Ernie Granadosa), jak również pokazy teatru marionetek i cieni. Rusiñol i Utrillo byli współwłaścicielami kawiarni oraz związanej z nią galerii obrazów, której najbardziej znanym dziełem był autoportret Casasa na rowerze z cygarem w ustach. Picasso zaprojektował dla lokalu kartę dań.
Począwszy od 1899 przy Els Quatre Gats powstawał periodyk literacki, redagowany głównie przez Casasa. Chociaż gazeta przestała się ukazywać po 15 numerach, doczekała się swoich następców – gazet Pèl & Ploma (publikowanej do 1903) oraz Forma (1904–1908). Ponownie głównym inicjatorem tych przedsięwzięć był Casas. Zarówno gazety, jak i sam lokal, odgrywały istotną rolę w życiu kulturalnym modernistycznej Barcelony.
Els Quatre Gats istniał do 1903 r. Został na nowo otwarty w 1978 r. z zachowaniem autentycznego wyposażenia wnętrza.